# اتساق داخلي
يُعد الاتساق الداخلي عادةً مقياسًا يستند إلى الارتباط بين العناصر المختلفة في نفس الاختبار (أو نفس المقياس الفرعي في اختبار أكبر) في الإحصائيات والبحوث، وهو يقيس ما إذا كانت عدة بنود تقترح قياس نفس البناء العام تنتج درجات مماثلة، على سبيل المثال إذا أعرب المجيب عن اتفاقه مع البيانات «أحب ركوب الدراجات» و «لقد استمتعت بركوب الدراجات في الماضي» وعدم الموافقة على عبارة «أنا أكره الدراجات» فإن هذا يدل على الاتساق الداخلي الجيد للاختبار.

## كرونباخ ألفا
عادةٌ ما يتم قياس الاتساق الداخلي باستخدام كرونباخ ألفا، وهي إحصائية محسوبة من الارتباطات بين العناصر، يتراوح الاتساق الداخلي بين اللانهاية السالبة وواحد، يكون معامل ألفا سلبيًا كلما كان التبين داخل الموضوع أكبر من التباين بين الموضوع.
قاعدة الإبهام المقبولة عمومًا لوصف الاتساق الداخلي هي كما يلي:
| ألفا كرونباخ   | الاتساق الداخلي |
| -------------- | --------------- |
| 0.9 ≤ α        | ممتاز           |
| 0.8 ≤ ‏ α ‏< 0.9 | جيد             |
| 0.7 ≤‏ α ‏<0.8   | مقبول           |
| 0.6 ≤‏ α ‏<0.7   | مشكوك فيه       |
| 0.5 ≤‏ α ‏<0.6   | ضعيف            |
| α <0.5         | غير مقبول       |

الموثوقية العالية جدًا (0.95 أو أعلى) ليست بالضرورة مرغوبة، لأن هذا يشير إلى أن البنود قد تكون زائدة عن الحاجة. الهدف من تصميم أداة موثوقة هو أن تكون الدرجات على عناصر متشابهة ذات صلة (متسقة داخليًا)، ولكن لكل منها المساهمة ببعض المعلومات الفريدة أيضًا، لاحظ كذلك أن كرونباخ ألفا هو بالضرورة أعلى للاختبارات التي تقيس بنيات أكثر ضيقًا، وأقل عندما يقيس بنيات أوسع وأكثر عمومية، هذه الظاهرة إلى جانب عدد من الأسباب الأخرى تعارض استخدام قيم الوقف الموضوعية لتدابير الاتساق الداخلية، وتُعد ألفا أيضًا دالة لعدد العناصر لذا فإن المقاييس الأقصر غالبًا ما يكون لها تقديرات موثوقية أقل ولكنها لا تزال مفضلة في العديد من المواقف لأنها أقل في العبء.
طريقة بديلة للتفكير في الاتساق الداخلي هي أنه مدى قياس جميع عناصر الاختبار للمتغير الكامن. ميزة هذا المنظور هو فكرة ارتباط متوسط عال بين بنود الاختبار -المنظور الكامن في كرونباخ ألفا- هي أن متوسط ارتباط العنصر يتأثر بالانحراف (في توزيع ارتباطات العناصر) تمامًا مثل أي متوسط آخر، وهكذا في حين أن ارتباط العنصر المشروط هو صفر عندما تكون عناصر اختبار قياس عدة متغيرات كامنة غير مترابطة فإن متوسط ارتباط الصنف في مثل هذه الحالات سيكون أكبر من الصفر، وهكذا في حين أن المثل الأعلى للقياس هو لجميع البنود من اختبار لقياس المتغير الكامن نفسه فقد تم إثبات ألفا عدة مرات لتحقيق قيم عالية جدًا حتى عندما تقيس مجموعة العناصر العديد من المتغيرات الكامنة غير ذات الصلة. قد يكون «معامل أوميغا» الهرمي مؤشرًا أكثر ملاءمة لمدى قياس جميع العناصر في الاختبار المتغير الكامن نفسه. يتم استعراض عدة مقاييس مختلفة للاتساق الداخلي من قبل ريفيل وزينبارج (2009).